# Elecciones municipales de 2015 en la provincia de Ciudad Real
Las Elecciones Municipales de 2015 en la provincia de Ciudad Real se celebraron el 24 de mayo de 2015, junto con las elecciones a las Cortes de Castilla-La Mancha de 2015.

## Resultados electorales

### Resultados globales
| ← Elecciones municipales de 2015 en la provincia de Ciudad Real → |         |           |            |            |
| Partido                                                           | Votos   | Variación | Porcentaje | Concejales |
| Participación                                                     | 285 567 | 17 478    | 71,29 %    | -          |
| Votos nulos                                                       | 7 447   | 1947      | 2,61 %     | -          |
| Voto en blanco                                                    | 5767    | 402       | 2,07 %     | -          |
| PSOE                                                              | 111 958 | 7 121     | 40,26 %    | 470        |
| PP                                                                | 105 568 | 31 776    | 37,96 %    | 429        |
| IU - Ganemos                                                      | 23 982  | 8285      | 8,62 %     | 46         |
| Cs                                                                | 10 030  | 10 030    | 3,61 %     | 14         |
| UPyD                                                              | 4727    | 181       | 1,7 %      | 4          |
| UCIN                                                              | 4646    | 4646      | 1,67 %     | 23         |

### Resultados en los principales municipios
En la siguiente tabla se muestran los resultados electorales en los 20 municipios más habitados de la provincia de Ciudad Real.
| Municipio                          | Municipio                             | Alcalde y gobierno saliente                                            | Partido | Votos  | %     | Concejales | +/- | Alcalde y gobierno electo                                               |
| ---------------------------------- | ------------------------------------- | ---------------------------------------------------------------------- | ------- | ------ | ----- | ---------- | --- | ----------------------------------------------------------------------- |
|                                    | Ciudad Real 25 concejales             | - Alcalde: Rosa Romero (PP) - Gobierno municipal: PP                   | PP      | 13 457 | 36,54 | 10         | 5   | - Alcalde: Pilar Zamora (PSOE) - Gobierno municipal: PSOE               |
| PSOE                               | Ciudad Real 25 concejales             | - Alcalde: Rosa Romero (PP) - Gobierno municipal: PP                   | 11 565  | 31,40  | 9     | 0          |     | - Alcalde: Pilar Zamora (PSOE) - Gobierno municipal: PSOE               |
| Ganemos Ciudad Real                | Ciudad Real 25 concejales             | - Alcalde: Rosa Romero (PP) - Gobierno municipal: PP                   | 5815    | 15,79  | 4     | 3          |     | - Alcalde: Pilar Zamora (PSOE) - Gobierno municipal: PSOE               |
| C’s                                | Ciudad Real 25 concejales             | - Alcalde: Rosa Romero (PP) - Gobierno municipal: PP                   | 2753    | 7,47   | 2     | 2          |     | - Alcalde: Pilar Zamora (PSOE) - Gobierno municipal: PSOE               |
|                                    | Puertollano 25 concejales             | - Alcalde: Mayte Fernández (PSOE) - Gobierno municipal: PSOE           | PSOE    | 9707   | 39,95 | 11         | 1   | - Alcalde: Mayte Fernández (PSOE) - Gobierno municipal: PSOE            |
| PP                                 | Puertollano 25 concejales             | - Alcalde: Mayte Fernández (PSOE) - Gobierno municipal: PSOE           | 6333    | 26,07  | 7     | 3          |     | - Alcalde: Mayte Fernández (PSOE) - Gobierno municipal: PSOE            |
| Ganemos Puertollano                | Puertollano 25 concejales             | - Alcalde: Mayte Fernández (PSOE) - Gobierno municipal: PSOE           | 4143    | 17,05  | 4     | 1          |     | - Alcalde: Mayte Fernández (PSOE) - Gobierno municipal: PSOE            |
| C’s                                | Puertollano 25 concejales             | - Alcalde: Mayte Fernández (PSOE) - Gobierno municipal: PSOE           | 2615    | 10,76  | 3     | 3          |     | - Alcalde: Mayte Fernández (PSOE) - Gobierno municipal: PSOE            |
|                                    | Tomelloso 21 concejales               | - Alcalde: Carlos Cotillas (PP) - Gobierno municipal: PP               | PSOE    | 5278   | 33,98 | 8          | 1   | - Alcalde: Inmaculada Jiménez Serrano (PSOE) - Gobierno municipal: PSOE |
| PP                                 | Tomelloso 21 concejales               | - Alcalde: Carlos Cotillas (PP) - Gobierno municipal: PP               | 5180    | 33,35  | 7     | 6          |     | - Alcalde: Inmaculada Jiménez Serrano (PSOE) - Gobierno municipal: PSOE |
| C’s                                | Tomelloso 21 concejales               | - Alcalde: Carlos Cotillas (PP) - Gobierno municipal: PP               | 2879    | 18,53  | 4     | 4          |     | - Alcalde: Inmaculada Jiménez Serrano (PSOE) - Gobierno municipal: PSOE |
| Ganemos Tomelloso                  | Tomelloso 21 concejales               | - Alcalde: Carlos Cotillas (PP) - Gobierno municipal: PP               | 978     | 6,30   | 1     | 0          |     | - Alcalde: Inmaculada Jiménez Serrano (PSOE) - Gobierno municipal: PSOE |
| UPyD                               | Tomelloso 21 concejales               | - Alcalde: Carlos Cotillas (PP) - Gobierno municipal: PP               | 871     | 5,61   | 1     | 0          |     | - Alcalde: Inmaculada Jiménez Serrano (PSOE) - Gobierno municipal: PSOE |
|                                    | Alcázar de San Juan 21 concejales     | - Alcalde: Diego Ortega (PP) - Gobierno municipal: PP                  | PSOE    | 6332   | 37,63 | 9          | 1   | - Alcalde: Rosa Melchor (PSOE) - Gobierno municipal: PSOE               |
| PP                                 | Alcázar de San Juan 21 concejales     | - Alcalde: Diego Ortega (PP) - Gobierno municipal: PP                  | 5632    | 33,47  | 8     | 1          |     | - Alcalde: Rosa Melchor (PSOE) - Gobierno municipal: PSOE               |
| Equo                               | Alcázar de San Juan 21 concejales     | - Alcalde: Diego Ortega (PP) - Gobierno municipal: PP                  | 2504    | 14,88  | 3     | 3          |     | - Alcalde: Rosa Melchor (PSOE) - Gobierno municipal: PSOE               |
| Ganemos Alcázar                    | Alcázar de San Juan 21 concejales     | - Alcalde: Diego Ortega (PP) - Gobierno municipal: PP                  | 1393    | 8,28   | 1     | 1          |     | - Alcalde: Rosa Melchor (PSOE) - Gobierno municipal: PSOE               |
|                                    | Valdepeñas 21 concejales              | - Alcalde: Jesús Martín (PSOE) - Gobierno municipal: PSOE              | PSOE    | 6668   | 45,24 | 11         | 0   | - Alcalde: Jesús Martín (PSOE) - Gobierno municipal: PSOE               |
| PP                                 | Valdepeñas 21 concejales              | - Alcalde: Jesús Martín (PSOE) - Gobierno municipal: PSOE              | 3361    | 22,80  | 5     | 1          |     | - Alcalde: Jesús Martín (PSOE) - Gobierno municipal: PSOE               |
| Ganemos Valdepeñas                 | Valdepeñas 21 concejales              | - Alcalde: Jesús Martín (PSOE) - Gobierno municipal: PSOE              | 1884    | 12,78  | 3     | 2          |     | - Alcalde: Jesús Martín (PSOE) - Gobierno municipal: PSOE               |
| UCIN                               | Valdepeñas 21 concejales              | - Alcalde: Jesús Martín (PSOE) - Gobierno municipal: PSOE              | 1620    | 10,99  | 2     | 1          |     | - Alcalde: Jesús Martín (PSOE) - Gobierno municipal: PSOE               |
|                                    | Manzanares 17 concejales              | - Alcalde: Antonio López de la Manzanara (PP) - Gobierno municipal: PP | PSOE    | 4093   | 39,99 | 8          | 1   | - Alcalde: Julián Nieva (PSOE) - Gobierno municipal: PSOE               |
| PP                                 | Manzanares 17 concejales              | - Alcalde: Antonio López de la Manzanara (PP) - Gobierno municipal: PP | 3472    | 33,92  | 6     | 3          |     | - Alcalde: Julián Nieva (PSOE) - Gobierno municipal: PSOE               |
| Asamblea Ciudadana de Manzanares   | Manzanares 17 concejales              | - Alcalde: Antonio López de la Manzanara (PP) - Gobierno municipal: PP | 1019    | 9,96   | 1     | 1          |     | - Alcalde: Julián Nieva (PSOE) - Gobierno municipal: PSOE               |
| UPyD                               | Manzanares 17 concejales              | - Alcalde: Antonio López de la Manzanara (PP) - Gobierno municipal: PP | 647     | 6,32   | 1     | 1          |     | - Alcalde: Julián Nieva (PSOE) - Gobierno municipal: PSOE               |
| Ganemos Manzanares                 | Manzanares 17 concejales              | - Alcalde: Antonio López de la Manzanara (PP) - Gobierno municipal: PP | 548     | 5,35   | 1     | 0          |     | - Alcalde: Julián Nieva (PSOE) - Gobierno municipal: PSOE               |
|                                    | Daimiel 17 concejales                 | - Alcalde: Leopoldo Sierra (PP) - Gobierno municipal: PP               | PP      | 5013   | 49,66 | 9          | 1   | - Alcalde: Leopoldo Sierra (PP) - Gobierno municipal: PP                |
| PSOE                               | Daimiel 17 concejales                 | - Alcalde: Leopoldo Sierra (PP) - Gobierno municipal: PP               | 2989    | 29,61  | 5     | 0          |     | - Alcalde: Leopoldo Sierra (PP) - Gobierno municipal: PP                |
| Ganemos Daimiel                    | Daimiel 17 concejales                 | - Alcalde: Leopoldo Sierra (PP) - Gobierno municipal: PP               | 1865    | 18,48  | 3     | 1          |     | - Alcalde: Leopoldo Sierra (PP) - Gobierno municipal: PP                |
|                                    | La Solana 17 concejales               | - Alcalde: Luis Díaz-Cacho (PSOE) - Gobierno municipal: PSOE           | PSOE    | 3737   | 45,66 | 8          | 0   | - Alcalde: Luis Díaz-Cacho (PSOE) - Gobierno municipal: PSOE            |
| PP                                 | La Solana 17 concejales               | - Alcalde: Luis Díaz-Cacho (PSOE) - Gobierno municipal: PSOE           | 2712    | 33,13  | 6     | 1          |     | - Alcalde: Luis Díaz-Cacho (PSOE) - Gobierno municipal: PSOE            |
| Ganemos La Solana                  | La Solana 17 concejales               | - Alcalde: Luis Díaz-Cacho (PSOE) - Gobierno municipal: PSOE           | 1560    | 19,06  | 3     | 1          |     | - Alcalde: Luis Díaz-Cacho (PSOE) - Gobierno municipal: PSOE            |
|                                    | Miguelturra 17 concejales             | - Alcalde: Román Rivero (PSOE) - Gobierno municipal: PSOE              | PSOE    | 3534   | 45,60 | 8          | 0   | - Alcalde: Victoria Sobrino (PSOE) - Gobierno municipal: PSOE           |
| PP                                 | Miguelturra 17 concejales             | - Alcalde: Román Rivero (PSOE) - Gobierno municipal: PSOE              | 2295    | 29,61  | 5     | 2          |     | - Alcalde: Victoria Sobrino (PSOE) - Gobierno municipal: PSOE           |
| Ganemos Miguelturra                | Miguelturra 17 concejales             | - Alcalde: Román Rivero (PSOE) - Gobierno municipal: PSOE              | 1232    | 15,90  | 3     | 1          |     | - Alcalde: Victoria Sobrino (PSOE) - Gobierno municipal: PSOE           |
| C's                                | Miguelturra 17 concejales             | - Alcalde: Román Rivero (PSOE) - Gobierno municipal: PSOE              | 573     | 7,39   | 1     | 1          |     | - Alcalde: Victoria Sobrino (PSOE) - Gobierno municipal: PSOE           |
|                                    | Campo de Criptana 17 concejales       | - Alcalde: Santiago Lucas-Torres (PP) - Gobierno municipal: PP         | PP      | 3636   | 45,71 | 8          | 2   | - Alcalde: Antonio Lucas-Torres (PP) - Gobierno municipal: PP           |
| PSOE                               | Campo de Criptana 17 concejales       | - Alcalde: Santiago Lucas-Torres (PP) - Gobierno municipal: PP         | 2538    | 31,91  | 6     | 0          |     | - Alcalde: Antonio Lucas-Torres (PP) - Gobierno municipal: PP           |
| Ganemos Campo de Criptana          | Campo de Criptana 17 concejales       | - Alcalde: Santiago Lucas-Torres (PP) - Gobierno municipal: PP         | 903     | 11,35  | 2     | 2          |     | - Alcalde: Antonio Lucas-Torres (PP) - Gobierno municipal: PP           |
| UPyD                               | Campo de Criptana 17 concejales       | - Alcalde: Santiago Lucas-Torres (PP) - Gobierno municipal: PP         | 741     | 9,32   | 1     | 0          |     | - Alcalde: Antonio Lucas-Torres (PP) - Gobierno municipal: PP           |
|                                    | Socuéllamos 17 concejales             | - Alcalde: Sebastián García Martínez (PP) - Gobierno municipal: PP     | PSOE    | 2842   | 43,70 | 8          | 0   | - Alcalde: Elena García Zalve (PSOE) - Gobierno municipal: PSOE         |
| PP                                 | Socuéllamos 17 concejales             | - Alcalde: Sebastián García Martínez (PP) - Gobierno municipal: PP     | 2810    | 43,21  | 8     | 1          |     | - Alcalde: Elena García Zalve (PSOE) - Gobierno municipal: PSOE         |
| UPyD                               | Socuéllamos 17 concejales             | - Alcalde: Sebastián García Martínez (PP) - Gobierno municipal: PP     | 699     | 10,75  | 1     | 1          |     | - Alcalde: Elena García Zalve (PSOE) - Gobierno municipal: PSOE         |
|                                    | Bolaños de Calatrava 17 concejales    | - Alcalde: Miguel Ángel Valverde (PP) - Gobierno municipal: PP         | PP      | 3778   | 62,96 | 11         | 1   | - Alcalde: Miguel Ángel Valverde (PP) - Gobierno municipal: PP          |
| PSOE                               | Bolaños de Calatrava 17 concejales    | - Alcalde: Miguel Ángel Valverde (PP) - Gobierno municipal: PP         | 2050    | 34,16  | 6     | 1          |     | - Alcalde: Miguel Ángel Valverde (PP) - Gobierno municipal: PP          |
|                                    | Villarrubia de los Ojos 17 concejales | - Alcalde: Encarnación Medina (PP) - Gobierno municipal: PP            | PP      | 2423   | 43,47 | 8          | 1   | - Alcalde: Encarnación Medina (PP) - Gobierno municipal: PP             |
| PSOE                               | Villarrubia de los Ojos 17 concejales | - Alcalde: Encarnación Medina (PP) - Gobierno municipal: PP            | 2143    | 38,45  | 7     | 1          |     | - Alcalde: Encarnación Medina (PP) - Gobierno municipal: PP             |
| UCIN                               | Villarrubia de los Ojos 17 concejales | - Alcalde: Encarnación Medina (PP) - Gobierno municipal: PP            | 337     | 6,05   | 1     | 3          |     | - Alcalde: Encarnación Medina (PP) - Gobierno municipal: PP             |
| Vox                                | Villarrubia de los Ojos 17 concejales | - Alcalde: Encarnación Medina (PP) - Gobierno municipal: PP            | 289     | 5,18   | 1     | 1          |     | - Alcalde: Encarnación Medina (PP) - Gobierno municipal: PP             |
|                                    | Almagro 13 concejales                 | - Alcalde: Luis Maldonado (PP) - Gobierno municipal: PP                | PSOE    | 1950   | 36,76 | 5          | 1   | - Alcalde: Daniel Reina (PSOE) - Gobierno municipal: PSOE               |
| PP                                 | Almagro 13 concejales                 | - Alcalde: Luis Maldonado (PP) - Gobierno municipal: PP                | 1793    | 33,80  | 4     | 5          |     | - Alcalde: Daniel Reina (PSOE) - Gobierno municipal: PSOE               |
| Agrupación de Electores de Almagro | Almagro 13 concejales                 | - Alcalde: Luis Maldonado (PP) - Gobierno municipal: PP                | 1136    | 21,42  | 3     | 3          |     | - Alcalde: Daniel Reina (PSOE) - Gobierno municipal: PSOE               |
| Almagro sí puede                   | Almagro 13 concejales                 | - Alcalde: Luis Maldonado (PP) - Gobierno municipal: PP                | 372     | 7,01   | 1     | 1          |     | - Alcalde: Daniel Reina (PSOE) - Gobierno municipal: PSOE               |
|                                    | Herencia 13 concejales                | - Alcalde: Jesús Fernández Almoguera (PSOE) - Gobierno municipal: PSOE | PSOE    | 1942   | 46,67 | 7          | 0   | - Alcalde: Sergio García Navas (PSOE) - Gobierno municipal: PSOE        |
| PP                                 | Herencia 13 concejales                | - Alcalde: Jesús Fernández Almoguera (PSOE) - Gobierno municipal: PSOE | 1831    | 44,00  | 6     | 0          |     | - Alcalde: Sergio García Navas (PSOE) - Gobierno municipal: PSOE        |
|                                    | Malagón 13 concejales                 | - Alcalde: Adrián Fernández Herguido (PP) - Gobierno municipal: PP     | PP      | 2668   | 55,76 | 7          | 2   | - Alcalde: Adrián Fernández Herguido (PP) - Gobierno municipal: PP      |
| PSOE                               | Malagón 13 concejales                 | - Alcalde: Adrián Fernández Herguido (PP) - Gobierno municipal: PP     | 2046    | 42,76  | 6     | 2          |     | - Alcalde: Adrián Fernández Herguido (PP) - Gobierno municipal: PP      |
|                                    | Pedro Muñoz 13 concejales             | - Alcalde: José Juan Fernández Zarco (PSOE) - Gobierno municipal: PSOE | PSOE    | 2538   | 60,46 | 9          | 2   | - Alcalde: José Juan Fernández Zarco (PSOE) - Gobierno municipal: PSOE  |
| PP                                 | Pedro Muñoz 13 concejales             | - Alcalde: José Juan Fernández Zarco (PSOE) - Gobierno municipal: PSOE | 1285    | 30,61  | 4     | 2          |     | - Alcalde: José Juan Fernández Zarco (PSOE) - Gobierno municipal: PSOE  |
|                                    | Argamasilla de Alba 13 concejales     | - Alcalde: Pedro Jiménez Carretón (PSOE) - Gobierno municipal: PSOE    | PSOE    | 1648   | 45,20 | 7          | 2   | - Alcalde: Pedro Jiménez Carretón (PSOE) - Gobierno municipal: PSOE     |
| PP                                 | Argamasilla de Alba 13 concejales     | - Alcalde: Pedro Jiménez Carretón (PSOE) - Gobierno municipal: PSOE    | 1079    | 29,59  | 4     | 1          |     | - Alcalde: Pedro Jiménez Carretón (PSOE) - Gobierno municipal: PSOE     |
| Ganemos Argamasilla                | Argamasilla de Alba 13 concejales     | - Alcalde: Pedro Jiménez Carretón (PSOE) - Gobierno municipal: PSOE    | 672     | 18,43  | 2     | 1          |     | - Alcalde: Pedro Jiménez Carretón (PSOE) - Gobierno municipal: PSOE     |
|                                    | Almodóvar del Campo 13 concejales     | - Alcalde: José Lozano (PP) - Gobierno municipal: PP                   | PP      | 2115   | 51,17 | 7          | 0   | - Alcalde: José Lozano (PP) - Gobierno municipal: PP                    |
| PSOE                               | Almodóvar del Campo 13 concejales     | - Alcalde: José Lozano (PP) - Gobierno municipal: PP                   | 1483    | 35,88  | 5     | 0          |     | - Alcalde: José Lozano (PP) - Gobierno municipal: PP                    |
| Ganemos Almodóvar                  | Almodóvar del Campo 13 concejales     | - Alcalde: José Lozano (PP) - Gobierno municipal: PP                   | 362     | 8,76   | 1     | 0          |     | - Alcalde: José Lozano (PP) - Gobierno municipal: PP                    |
|                                    | Membrilla 13 concejales               | - Alcalde: Manuel Borja (PP) - Gobierno municipal: PP                  | PP      | 2274   | 61,31 | 9          | 2   | - Alcalde: Manuel Borja (PP) - Gobierno municipal: PP                   |
| PSOE                               | Membrilla 13 concejales               | - Alcalde: Manuel Borja (PP) - Gobierno municipal: PP                  | 1199    | 32,33  | 4     | 1          |     | - Alcalde: Manuel Borja (PP) - Gobierno municipal: PP                   |